# Frank Kraushaar

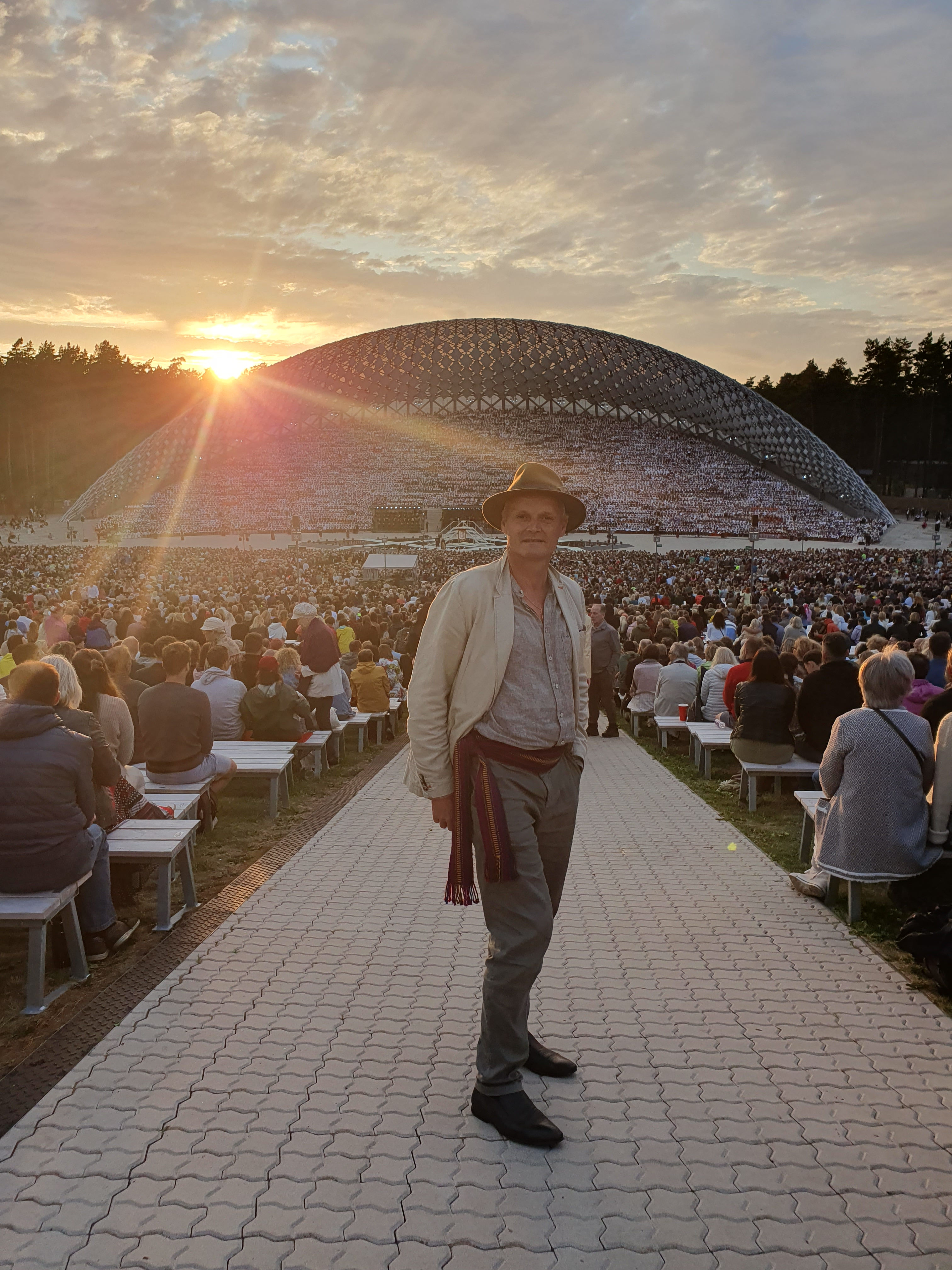
Liederfest, Kaiserwaldbühne (Meža parka estrādē), Rīga.

Frank Kraushaar (* 1967 in Duisburg) ist ein deutscher Sinologe.

## Leben
Er studierte Sinologie, Philosophie und Geschichtswissenschaft an der FU Berlin (1987–1988), Albert-Ludwigs-Universität Freiburg (1989–1992) und an der Universität Hamburg (1992–1995). Nach der Promotion 2000 bei Michael Friedrich an der Universität Hamburg war er zunächst Dozent am Institut für Sinologie der Ludwigs-Maximilians-Universität München (1999–2005) und  Bibliothekar des Lyrik-Kabinetts München e.V. (2002–2005). Seit Herbst 2005 lehrte er Sinologie an der Universität Lettlands in Riga und von 2009 bis 2015 auch als außerordentlicher Professor an der Tallinn Universität. Von 2014 bis 2020 war Frank Kraushaar Professor für chinesische Literatur an der Universität Lettlands. Nach der Aufgabe dieser Anstellung lebte er zunächst als unabhängiger Sinologe in Riga. Seit dem WS 2023 leitet er den Wahlfachstudiengang China/Taiwan/Ostasien am Institut für vergleichende Literaturwissenschaft der Leopold-Franzens-Universität Innsbruck.
Von 2006 bis 2012 und von 2016 bis 2022 war Frank Kraushaar als Vertreter der baltischen Sinologen Mitglied des Vorstandes der European Association for Chinese Studies. 2018 wurde er Mitherausgeber der Onlinejournals Journal of the European Association for Chinese Studies.

## Schriften (Auswahl)
- Das Werk des Dichters Jiang Kui (ca. 1555–ca. 1221). Hamburg 1999.
- Im Zeitmaß des Mondes : chinesisch/deutsch : eine Auswahl chinesischer Lyrik vom 3. bis zum 13. Jahrhundert / ausgewählt und übersetzt von Frank Kraushaar. Lyrik-Kabinett München 2003. ISBN 3-9807150-2-7 (1), 3980715043 (2), 3980715051 (3), 398071506X (4).
- Civilizācijas nospiedumi : grāmatu kultūra literārajā Ķīnā no 10. līdz 20. gs. = Imprint of Civilization : Book Culture in Literary China, (AD 900-1900) / herausgegeben von Frank Kraushaar und Ieva Lapiņa. AsiaRes/Hirschhaidt Verlag. Riga 2015, ISBN 978-9934-517-89-1.
- (Übersetzer) 15 dzejoļi = 诗十五首 / Māra Zālīte ; tulkojis Liu Huižu sadarbībā ar Franku Kraushāru un Ievu Lapiņu ; redaktore Ieva Lapiņa. Dienas grārmata. Rīga 2019
- mit Stefan Christ, Thomas Fröhlich, Barend Joannes ter Haar, Maria Khayutina, Folker Reichert, Armin Selbitschka und Kai Vogelsang: China. Das Reich der Mitte von den Anfängen bis heute. Darmstadt 2020, ISBN 978-3-8062-4187-7.
- Fern von Geschichte un verheißungsvollen Tagen : Neoklassizistische Cyberlyrik im ChinaNetz un die Schreibweise des Lizilizilizi (2000 - 2020). Projektverlag Bochum/Freiburg 2022
- (Übersetzer) Zālīte, Māra; Jānis Lusēns. Putnu opera = Oper der Vögel. (Opernlibretto) 2023
- (wissenschaftlicher Redakteur) Lapiņa, Ieva. Upes sniegs. Senās Kīnas dzejas antoloģija. Neputns. Rīga 2024